# 南幸町 (川崎市)
南幸町（みなみさいわいちょう）は、神奈川県川崎市幸区の町名。現行行政地名は南幸町1丁目から南幸町3丁目。住居表示は未実施。

## 地理
幸区の南東部に位置し、北西に神明町、北に都町、東に中幸町、南に柳町、西に横浜市鶴見区矢向と接している。

### 地価
住宅地の地価は、2024年（令和6年）7月1日時点の神奈川県地価調査によれば、南幸町3丁目29番2の地点で43万2000円/m²となっている。

## 歴史

### 沿革
- 1933年（昭和8年）4月 - 耕地整理により、南河原の一部（字甲居村耕地、癸居村耕地、庚大宮耕地、辛荻場耕地、壬荻場耕地）を分離し、南幸町1丁目から南幸町3丁目を新設。川崎市南幸町となる。
- 1972年（昭和47年）4月1日 - 川崎市が政令指定都市の制定に伴い、幸区が新設。川崎市幸区南幸町（1〜3丁目）となる[5][7]。

## 世帯数と人口
2025年（令和7年）6月30日現在（川崎市発表）の世帯数と人口は以下の通りである。
| 丁目        | 世帯数    | 人口    |
| ----------- | --------- | ------- |
| 南幸町1丁目 | 1,129世帯 | 1,640人 |
| 南幸町2丁目 | 2,926世帯 | 4,394人 |
| 南幸町3丁目 | 2,220世帯 | 3,479人 |
| 計          | 6,275世帯 | 9,413人 |

### 人口の変遷
国勢調査による人口の推移。
| 年                 | 人口  |
| ------------------ | ----- |
| 1995年（平成7年）  | 6,943 |
| 2000年（平成12年） | 7,187 |
| 2005年（平成17年） | 7,382 |
| 2010年（平成22年） | 7,845 |
| 2015年（平成27年） | 8,451 |
| 2020年（令和2年）  | 9,204 |

### 世帯数の変遷
国勢調査による世帯数の推移。
| 年                 | 世帯数 |
| ------------------ | ------ |
| 1995年（平成7年）  | 3,360  |
| 2000年（平成12年） | 3,556  |
| 2005年（平成17年） | 3,850  |
| 2010年（平成22年） | 4,484  |
| 2015年（平成27年） | 5,038  |
| 2020年（令和2年）  | 5,580  |

## 学区
市立小・中学校に通う場合、学区は以下の通りとなる（2025年4月時点）。
| 丁目        | 番・番地等 | 小学校               | 中学校               |
| ----------- | ---------- | -------------------- | -------------------- |
| 南幸町1丁目 | 全域       | 川崎市立南河原小学校 | 川崎市立南河原中学校 |
| 南幸町2丁目 | 全域       | 川崎市立南河原小学校 | 川崎市立南河原中学校 |
| 南幸町3丁目 | 全域       | 川崎市立南河原小学校 | 川崎市立南河原中学校 |

## 事業所
2021年（令和3年）現在の経済センサス調査による事業所数と従業員数は以下の通りである。
| 丁目        | 事業所数  | 従業員数 |
| ----------- | --------- | -------- |
| 南幸町1丁目 | 46事業所  | 645人    |
| 南幸町2丁目 | 112事業所 | 766人    |
| 南幸町3丁目 | 165事業所 | 1,566人  |
| 計          | 323事業所 | 2,977人  |

### 事業者数の変遷
経済センサスによる事業所数の推移。
| 年                 | 事業者数 |
| ------------------ | -------- |
| 2016年（平成28年） | 321      |
| 2021年（令和3年）  | 323      |

### 従業員数の変遷
経済センサスによる従業員数の推移。
| 年                 | 従業員数 |
| ------------------ | -------- |
| 2016年（平成28年） | 2,692    |
| 2021年（令和3年）  | 2,977    |

## 交通

### 鉄道
- 東日本旅客鉄道（JR東日本） 南武線
  - 尻手駅

### 道路
- 国道1号（第二京浜国道）
- 神奈川県道140号川崎町田線

## 施設
- 幸警察署
- 川崎幸市場[18]
- サミットストア 尻手駅前店[19]

## その他

### 日本郵便
- 郵便番号 : 212-0016[3]（集配局 : 川崎港郵便局[20]）

### 警察
町内の警察の管轄区域は以下の通りである。
| 丁目        | 番・番地等 | 警察署   | 交番・駐在所   |
| ----------- | ---------- | -------- | -------------- |
| 南幸町1丁目 | 全域       | 幸警察署 | 河原町交番     |
| 南幸町2丁目 | 全域       | 幸警察署 | 川崎駅西口交番 |
| 南幸町3丁目 | 全域       | 幸警察署 | 川崎駅西口交番 |